# Gnamptogenys magnifica
Gnamptogenys magnifica är en myrart som först beskrevs av Santschi 1921.  Gnamptogenys magnifica ingår i släktet Gnamptogenys och familjen myror. Inga underarter finns listade i Catalogue of Life.